# Solastrild
Solastrilden (latin: Neochmia phaeton) er en spurvefugl, der lever i det nordlige Australien og på det sydlige Ny Guinea.  